# Lancia teinopalpia
Lancia teinopalpia là một loài bướm đêm trong họ Crambidae.